# Nijmeegse Vierdaagse 1940
De Nijmeegse Vierdaagse 1940 is een wandelevenement in de reeks van de Nijmeegse Vierdaagse dat in 1940 in Nijmegen gehouden werd. Vanwege de Duitse bezetting van Nederland en de daaraan voorafgaande mobilisatie werd niet de gebruikelijke Vierdaagse in juli gehouden, maar een Noodvierdaagse in augustus, met verkorte routes en een soberder opzet.
Vanwege de mobilisatie was er begin 1940 (dus nog voor de Duitse inval) sprake van dat de gebruikelijke vierdaagse niet zou kunnen worden gehouden: de leiding van de NBvLO was namelijk ook gemobiliseerd, de routes liepen deels door het grensgebied met Duitsland, en Defensie kon geen medewerking verlenen aan het verblijf van de deelnemers.
Enkele alternatieven dienden zich aan. Met name boden de Stichts-Gooise Wandelsportbond SGWB en zijn overkoepelende organisatie, de Nederlandsche Wandelsport Federatie NWF (de voorloper van de latere NWB) aan een vierdaags wandelevenement te organiseren. Dit zou plaatshebben in Nijmegen, wanneer de NBvLO op het aanbod tot hulp in zou gaan. Zou zij dat niet doen, dan had de NWF zich voorgenomen een eigen vierdaags evenement te organiseren in de provincie Utrecht. Daar de NBvLO aangaf niet op dit aanbod in te zullen gaan, kondigden NWF en SGWB aan, hun evenement in Utrecht te zullen organiseren. Daarop werd in Nijmegen een comité opgericht om toch ten minste een soort 'Nood-Vierdaagsche' in Nijmegen te organiseren.
Eind maart, begin april bleek dat er toch onder auspiciën van de NBvLO een vierdaagse in Nijmegen kon worden georganiseerd, zij het met een soberder opzet en met licht aangepaste routes.
Na de Duitse inval in mei 1940 (het begin van de Tweede Wereldoorlog in Nederland) veranderde de situatie uiteraard wederom.
Van woensdag 17 juli tot en met zaterdag 20 juli organiseerden SGWB en NWF hun Utrechtse tocht, met startplaatsen Amersfoort, Bussum en Utrecht, en dit was in feite de eerste avondvierdaagse.
De Noodvierdaagse in Nijmegen kon doorgang vinden in augustus in plaats van juli, met afstanden van (op de vier achtereenvolgende dagen) 15, 20, 25 en 30 km. Deze Noodvierdaagse, van donderdag 15 tot en met zondag 18 augustus, was sober van opzet, zonder feesten, muziek en vlaggen. De tocht werd onder auspiciën van de NBvLO gehouden. Voor deze vierdaagse werden speciale herinneringskruisen vervaardigd.
Op de eerste drie dagen liepen gemiddeld zo'n 1200 deelnemers mee, en op de slotdag 2000. Daaronder waren 100 Rotterdammers die toestemming hadden gekregen de eerste drie dagen in de eigen plaats te lopen en alleen de zondag in Nijmegen. Ook in Tilburg kon men de eerste drie dagen 'thuis' lopen, en in verschillende andere plaatsen werd een lokale "nood-avondvierdaagse" georganiseerd.
1909 · 1910 · 1911 · 1912 · 1913 · 1914 · 1915 · 1916 · 1917 · 1918 · 1919 · 1920 · 1921 · 1922 · 1923 · 1924 · 1925 · 1926 · 1927 · 1928 · 1929 · 1930 · 1931 · 1932 · 1933 · 1934 · 1935 · 1936 · 1937 · 1938 · 1939 · 1940 · 1941 · 1942 · 1943 · 1944 · 1945 · 1946 · 1947 · 1948 · 1949 · 1950 · 1951 · 1952 · 1953 · 1954 · 1955 · 1956 · 1957 · 1958 · 1959 · 1960 · 1961 · 1962 · 1963 · 1964 · 1965 · 1966 · 1967 · 1968 · 1969 · 1970 · 1971 · 1972 · 1973 · 1974 · 1975 · 1976 · 1977 · 1978 · 1979 · 1980 · 1981 · 1982 · 1983 · 1984 · 1985 · 1986 · 1987 · 1988 · 1989 · 1990 · 1991 · 1992 · 1993 · 1994 · 1995 · 1996 · 1997 · 1998 · 1999 · 2000 · 2001 · 2002 · 2003 · 2004 · 2005 · 2006 · 2007 · 2008 · 2009 · 2010 · 2011 · 2012 · 2013 · 2014 · 2015 · 2016 · 2017 · 2018 · 2019 · 2020 · 2021 · 2022 · 2023 · 2024 · 2025 · 2026